# Scapteriscus zeuneri
Scapteriscus zeuneri is een rechtvleugelig insect uit de familie veenmollen (Gryllotalpidae). De wetenschappelijke naam van deze soort is voor het eerst geldig gepubliceerd in 2012 door Rodríguez & Heads.